# شلدان (مهر)
شلدان روستای کوچکی از توابع بخش اسیر در شهرستان مهر در جنوب استان فارس ایران است. آثار تاریخی تمب بت نیز در حوالی این روستا واقع شده‌است.
بعد از سیل ویرانگری که در سال ۱۳۶۵ شمسی رخ داد که به مدت دو روز ادامه داشت و در اثر آن دو نفر از روستا جان خود را از دست دادند و با توجه به دامنه وسیع خرابی ایجاد شده توسط سیل اکثر خانه‌های روستاهای شلدان و چاه بالو تخریب و بعضی ساکنان آن به شهرهای دیگر نقل مکان کردند. این سیل باعث خرابی خیلی از روستاها و محلات ناحیه شد و مردم شلدان به همراه روستاهای چاه بالو و سرگاه به شهرک جدید امام خمینی انتقال داده شدند. این روستا در حال حاضر دارای تعدادی خانوار که مجدد به روستا برگشته اند و خانه‌های خود را بازسازی کرده‌اند و اراضی آن برای کشاورزی و دامداری استفاده می‌شود.

## دليل نام گذاري
در زبان و گویش محلی منطقه اسیر وشلدان کلمه شَل به معنی گِل در زبان فارسی (هنگامی که خاک با آب مخلوط می شود) می‌باشد ، شاید همه فکر کنند که وقتی می‌گویند شلدان منظور مکانی پر از گِل (شَل ) می‌باشد. ولی به این معنی نیست . شلدان را شلدان میگویند بدین منظور که:
«در سده‌های پیش بندر سیراف مهمترین و بزرگترین بندر ایران بحساب می‌آمد و سفرهای دریایی شاهان و پادشاهان ایران و کشورهای همسایه از این بندر صورت می‌گرفت. بدین منظور باید مکانی ساخته می‌شد تا پادشاهانی که به عنوان مهمان وارد کشور می‌شدند و همچنین پادشاهان و شاهزاده‌هایی که می خواستند از طریق بندر تجاری سیراف به کشورهای دیگر سفر کنند در آنجا استراحت نمایند. لذا بدلیل وجود رطوبت و گرمای زیاد در تابستان و فصول دیگر سال، بندر سیراف برای ساختن چنین مکانی مناسب نبود. در نتیجه شلدان امروزی برای ساخت آن مکان با وجود نزدیکی به این بندر و داشتن ارتفاع بسیار زیاد از سطح دریا و وجود کوههای بلند از نظر امنیت و دارا بودن هوای خشک و نسبتاً خنک و نزدیکی به مرکز ناحیه فارس (که یکی از بزرگترین مناطق ایران در آن زمان بحساب می‌آمد) مکان بسیار مناسبی برای ساخت چنین استراحتگاهی ( قصر ) بود. این مکان در آن زمان نامهای مختلفی داشت از جمله نامهایی چون: شه‌دان ، شاه‌دان ، شاه‌جا ، شاه‌سرا که نام شلدان کنونی را نیز از آن نامها گرفته‌اند.

## آثار باستانی
در شرق شلدان در دامنه دره‌ای به نام تنگ كافران آثار ويرانه‌ای موجود است كه از روزگاران گذشته به تمب«بت»(تمب در زبان محلي به معني تپه وبرامدگي است.) معروف بوده و است. در اين محل سنگهاي تراشيده‌شده و صيقلی موجود است، كه قدمتشان به دوران قبل از اسلام بر می‌گردد، كه مشخصاً ستون‌های عظيم معبدي بزرك يا كاخ وسيعی را تشكيل می‌داده‌اند، كه آثار حخاری به صورت شياري به عمق ۴۰ تا ۶۰ سانتي متر روي آن وجود دارد .
در پانصد متري شرق شلدان تپه اي به ارتفاع چهل متر وجود دارد ،كه اهالي شلدان به آن قلعه ي «روح الدين»مي گويند. در بالا و اطراف تپه آثاري از بناهاي ساخته شده ار مصالح گوناگون مانند ساروج و گل و گچ وجود دارد . اين تپه گويا قلعه بوده است . يك حلقه چاه نيز در آن واقع است كه هنوز هم نزديك به چهل متر عمق دارد.
در صدو پنجاه متري «تمب بت»اثر قبري موجود است ،كه آن را قبر كشته مي نامند و به عاشق و معشوقي نسبت مي دهند ، كه آنها را همراه كشته اند و در يك گور خوابانيده اند.
زنان نازا بر سر اين قبر مي روند و مراسم مخصوصي را به جا ميآورند و معتقدند كه بچه دار خواهند شد.
ناگفته نماند كه آثار باستاني موجود در اطراف شلدان و اسير و قلعه سرگاه متعلق به شهر «كران»است . شهر كران يكي از شهرهاي آبادان در دوره ي پيش و بعد از اسلام است .
p.a